# Joseph Mora
Joseph Martín Mora Cortés (ur. 15 stycznia 1993 w Alajueli) – kostarykański piłkarz występujący na pozycji lewego obrońcy w kostarykańskim klubie Deportivo Saprissa. Wychowanek Alajuelense, w swojej karierze grał także w takich zespołach jak Belén, Uruguay, D.C. United czy Charlotte FC. Reprezentant Kostaryki.

## Sukcesy

### Deportivo Saprissa
- Mistrzostwo Kostaryki: 2014/15